# Christoph Sumann

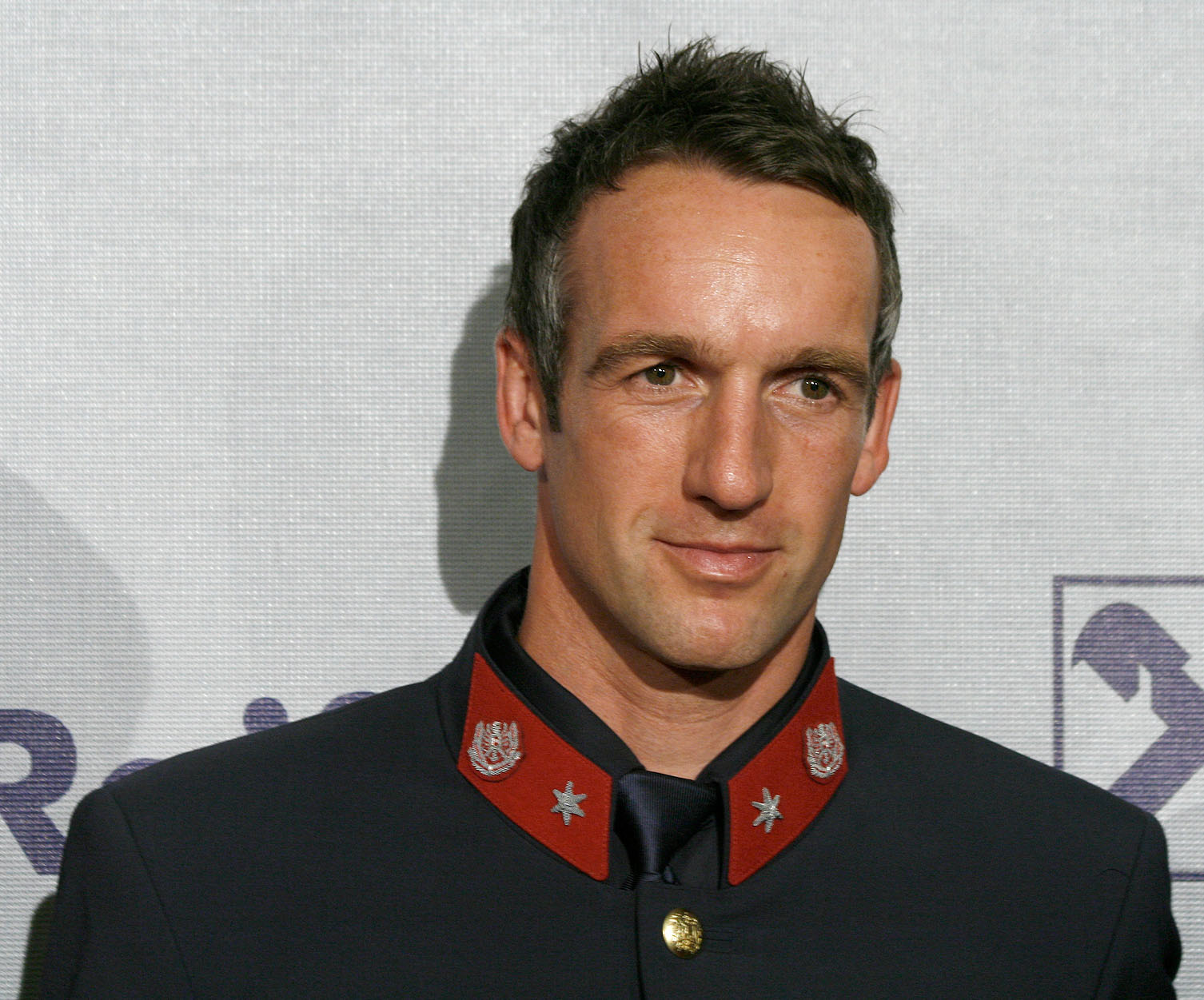
Christoph Sumann (2009)

Christoph Sumann (* 19. Jänner 1976 in Judenburg) ist ein ehemaliger österreichischer Biathlet und Skilangläufer. Seit 2025 arbeitet er als Sportlicher Leiter für Biathlon beim Österreichischen Skiverband (ÖSV).

## Karriere
Zu Beginn seiner sportlichen Karriere war Sumann ein erfolgreicher Skilangläufer, der Mitte der 1990er Jahre zum Juniorenteam Österreichs stieß und sich da etablieren konnte. Als Junior konnte er unter anderem in der Wintersportsaison 1995/96 den Gesamtsieg im Continental-Cup erreichen. Er startete im Weltcup, wo seine einzigen beiden Top-10-Platzierungen zwei vierte Plätze bei Sprints im Dezember 1998 blieben. Bei der Winter-Universiade 1999 in Štrbské Pleso holte er über 10 km klassisch und in der Verfolgung jeweils die Goldmedaille. 1999 entschied er sich für den Biathlonsport.
Seine erste Biathlonsaison 2000/01 verlief sportlich eher unspektakulär. Bei den Nordischen Skiweltmeisterschaften 2001 erreichte er einen neunten Rang im Sprint. In der Biathlon-Saison 2001/02 gewann er im Dezember den Staffelbewerb in Pokljuka und bei den nächsten Bewerben in Osrblie erzielte er am 21. Dezember 2001 im 10-km-Sprint seinen ersten Einzelsieg im Biathlon-Weltcup. Die Saison beendete er mit dem 18. Platz im Gesamtweltcup.
In weiterer Folge erreichte er im Weltcup zwar einige Top-10-Platzierungen, den Sprung aufs Podest schaffte er aber erst wieder im Jänner 2007 beim Weltcup in Ruhpolding. Am 20. Jänner 2007 in Pokljuka erlangte er seinen zweiten Weltcupsieg in der 12,5-km-Verfolgung. Einen Tag später gewann er den 15-km-Massenstart-Wettbewerb.
Im Dezember 2008 erlangte er als Ersatz für Andreas Birnbacher bei der Biathlon-World Team Challenge 2008 auf Schalke gemeinsam mit der Deutschen Martina Beck den zweiten Platz hinter Oksana Chwostenko und Andrij Derysemlja (Ukraine) und vor den Deutschen Kati Wilhelm und Michael Rösch. Ein Jahr später siegte er mit Kati Wilhelm.
Mit seinem 1. Platz im Einzel von Pokljuka in der Saison 2009/2010 gehört Sumann zu den wenigen Biathleten die in jeder Disziplin einen Weltcup-Sieg erreicht haben. Der Steirer war auch der erste Österreicher in der Biathlongeschichte, der sich das Trikot des Gesamtführenden im Weltcup überziehen durfte. Nach Dominik Landertinger (Massenstartweltcup 2008/09) war Sumann im Weltcup 2009/10 der zweite Österreicher, der einen Spezialweltcup – den Einzelweltcup – für sich entscheiden konnte. Im Juni 2025 wurde im zusätzlich der Sieg im Massenstartweltcup zuerkannt nachdem die Ergebnisse von Jewgeni Ustjugow aufgrund nachgewiesenen Dopings gestrichen wurden.
Bei den Olympischen Winterspielen 2010 in Vancouver gewann er hinter Björn Ferry in der Verfolgung die Silbermedaille. Im vorhergegangenen Sprint-Wettbewerb hatte er den 12. Platz belegt. Beim 15-km-Massenstart belegte er den 4. Rang, nachdem er beim dritten Schießen technische Probleme an seinem Gewehr hatte. Beim abschließenden Staffel-Bewerb holte er gemeinsam mit Daniel Mesotitsch, Simon Eder und Dominik Landertinger seine zweite Silbermedaille. Bei Biathlon-Weltmeisterschaften gewann Sumann zwischen 2005 und 2011 je zwei Bronze- und Silbermedaillen. Im Mai 2025 wurde Sumann die Bronzemedaille im Massenstart zugesprochen, nachdem der ursprüngliche Sieger Jewgeni Ustjugow aufgrund nachgewiesenen Dopings disqualifiziert wurde.
Bei den Olympischen Winterspielen 2014 in Sotschi gewann er – erneut mit Mesotitsch, Eder und Landertinger – die Bronzemedaille im Staffelwettkampf. Anschließend gab er bekannt, seine Karriere nach der laufenden Saison 2013/14 zu beenden.
Auch nach seinem Karriereende blieb Christoph Sumann sportlich aktiv. So absolvierte er 2014 den Ironman Austria und nahm gemeinsam mit Andreas Goldberger, Benjamin Karl und Axel Naglich am Race Around Austria teil. Die Staffel belegte den vierten Rang.
Im Zivilberuf war Sumann Exekutivbediensteter der Bundespolizei. Von 2014 bis 2025 war er Co-Kommentator bei den Biathlonübertragungen des ORF.
Im April 2025 wurde Sumann als neuer Sportlicher Leiter für Biathlon beim Österreichischen Skiverband vorgestellt. 

## Sportliche Erfolge

### Olympische Spiele
- 2002 in Salt Lake City: 6. Platz mit der Staffel
- 2006 in Turin: 7. Platz in der Verfolgung, 9. Platz im Massenstart
- 2010 in Vancouver: Silber in der Verfolgung und mit der Staffel, 4. Platz im Massenstart, 8. Platz im Einzel
- 2014 in Sotschi: 20. Sprint, 12. Verfolgung, 24. Einzel, 27. Massenstart, Bronze mit der Staffel

### Weltmeisterschaften

#### Langlauf
- 2001 in Lahti: 9. Platz im Sprint

#### Biathlon
- 2001 in Pokljuka: 8. Platz mit der Staffel
- 2003 in Chanty-Mansijsk: 8. Platz mit der Staffel und im Sprint, 10. Platz im Einzel und in der Verfolgung
- 2004 in Oberhof: 9. Platz mit der Staffel
- 2005 in Hochfilzen: Bronze mit der Staffel
- 2007 in Antholz: 6. Platz mit der Staffel, 7. Platz im Massenstart
- 2008 in Östersund: 4. Platz mit der Staffel
- 2009 in Pyeongchang: Silber im Massenstart und mit der Staffel.
- 2011 in Chanty-Mansijsk: Bronze im Einzel, 7. Platz mit der Mixed-Staffel, 9. Platz mit der Staffel
- 2012 in Ruhpolding: 5. Platz mit der Staffel
- 2013 in Nové Město na Moravě: 5. Platz mit der Staffel

### Biathlon-Weltcup
- 1. Platz im Einzelweltcup, 2. Platz Gesamtweltcup, 3. Platz Sprintweltcup in der Saison 2009/10
- 1. Platz im Staffelweltcup in der Saison 2008/09
- 9. Platz im Gesamtweltcup sowie 2. Platz im Massenstartweltcup 2006/07
- 6 Weltcupsiege in Einzelbewerben
- 5 Weltcupsiege mit der Staffel

#### Einzelweltcupsiege
| Datum             | Ort             | Land        | Disziplin          |
| ----------------- | --------------- | ----------- | ------------------ |
| 21. Dezember 2001 | Osrblie         | Slowakei    | 10 km Sprint       |
| 20. Jänner 2007   | Pokljuka        | Slowenien   | 12,5 km Verfolgung |
| 21. Jänner 2007   | Pokljuka        | Slowenien   | 15 km Massenstart  |
| 11. Jänner 2009   | Oberhof         | Deutschland | 15 km Massenstart  |
| 17. Dezember 2009 | Pokljuka        | Slowenien   | 20 km Einzel       |
| 16. März 2013     | Chanty-Mansijsk | Russland    | 12,5 km Verfolgung |

#### Staffelweltcupsiege
| Datum             | Ort        | Land        | Disziplin          |
| ----------------- | ---------- | ----------- | ------------------ |
| 15. Dezember 2001 | Pokljuka   | Slowenien   | 4 × 7,5-km-Staffel |
| 21. Dezember 2008 | Hochfilzen | Österreich  | 4 × 7,5-km-Staffel |
| 8. Jänner 2009    | Oberhof    | Deutschland | 4 × 7,5-km-Staffel |
| 13. Dezember 2009 | Hochfilzen | Österreich  | 4 × 7,5-km-Staffel |
| 9. Jänner 2014    | Ruhpolding | Deutschland | 4 × 7,5-km-Staffel |

### Österreichische Meisterschaften
- 2001: 1. Platz im Sprint
- 2002: 1. Platz im Sprint, 1. Platz in der Verfolgung
- 2003: 1. Platz in der Verfolgung
- 2004: 1. Platz im Massenstart
- 2005: 1. Platz im Sprint
- 2006: 1. Platz im Einzel, 1. Platz im Sprint, 1. Platz in der Verfolgung
- 2011: 1. Platz im Skiroller-Einzel

## Auszeichnungen
- 2006: Goldenes Verdienstzeichen der Republik Österreich
- 2010: Goldenes Ehrenzeichen des Landes Steiermark